# 玄海町立値賀小学校
玄海町立値賀小学校（げんかいちょうりつ ちかしょうがっこう）は佐賀県東松浦郡玄海町大字今村にかつて存在した小学校。2015年（平成27年）3月末に閉校した。

## 概要
歴史
1875年（明治8年）「値賀小学校」として松浦郡値賀村に創立。創立から142年目の2015年（平成27年）に玄海町内の小学校2校（値賀・有徳）の統合により、玄海町立玄海小学校が新設された。2017年（平成29年）には玄海小と玄海中の統合により、義務教育学校「玄海町立玄海みらい学園」が新設された。
校章
農村を図化した稲の絵（左右に延びる稲穂をリボンで結んだもの）を背景にして、校名の「値小」（縦書き）を配置している。校旗の配色は、布地が赤（金色の縁取り）、稲穂が緑色、校名がエビ茶色になっている。
校歌
1968年（昭和43年）2月に制定。作詞は副島松一、作曲は高田重男による。歌詞は3番まであり、各番に校名の「値賀」が登場する。

## 沿革
- 1875年（明治8年）8月22日 - 松浦郡値賀村大字普恩寺に、「値賀小学校」が創立。
- 1884年（明治17年）4月 - 有浦小学校に統合され、「有浦小学校 今村分校」となる。下宮に校舎を移転。
- 1886年（明治19年）- 小学校令の施行により、「尋常有浦小学校 今村分校」に改称。
- 1888年（明治21年）6月 - 有浦・切木・値賀三村連合高等小学校が尋常有浦小学校に併置される。
- 1889年（明治22年）4月 - 町村制の施行により、東松浦郡値賀村立の小学校となる。
- 1891年（明治24年）
  - この年 - 有浦・切木・値賀三村連合高等小学校が廃止される。
  - 7月 -「有浦尋常高等小学校 今村分校」に改称。
- 1892年（明治25年）4月 - 有浦尋常高等小学校より分離し、「今村尋常小学校」として独立。
- 1898年（明治31年）1月 - 中通に校舎を新築し、移転を完了。
- 1902年（明治35年）4月 - 高等科（2年制）を併置の上、「値賀尋常高等小学校」に改称。
- 1908年（明治41年）4月 - 小学校令改正により、義務教育年限（尋常科の修業年限）が4年から6年に延長される（尋常科6年・高等科2年となる）。
- 1910年（明治43年）4月 - 高等科に農業科を設置。
- 1914年（大正3年）10月 - 大字普恩寺に校舎が完成し、移転を完了。
- 1941年（昭和16年）4月1日 - 国民学校令の施行により、「値賀村立値賀国民学校」に改称。尋常科を初等科に改める（初等科6年・高等科2年）。
- 1947年（昭和22年）4月1日 - 学制改革（六・三制の実施）により、国民学校初等科は「値賀村立値賀小学校」に改組される。
  - 国民学校高等科は青年学校普通科と統合の上、新制中学校「値賀村立値賀中学校」となり、校舎完成までの間、当面小学校に併設される。
- 1952年（昭和27年）4月 - 値賀中学校の校舎が完成。小学校校舎一部の貸与を解消。
- 1956年（昭和31年）9月30日 - 玄海町の発足により、「玄海町立値賀小学校」に改称。
- 1960年（昭和35年） - 児童数が最大の499名（男子248名・女子251名）を記録する。
- 1970年（昭和45年）3月 -鉄筋コンクリート造3階建ての新校舎が完成。
- 1993年（平成5年）9月 - 屋内運動場（体育館）が完成。

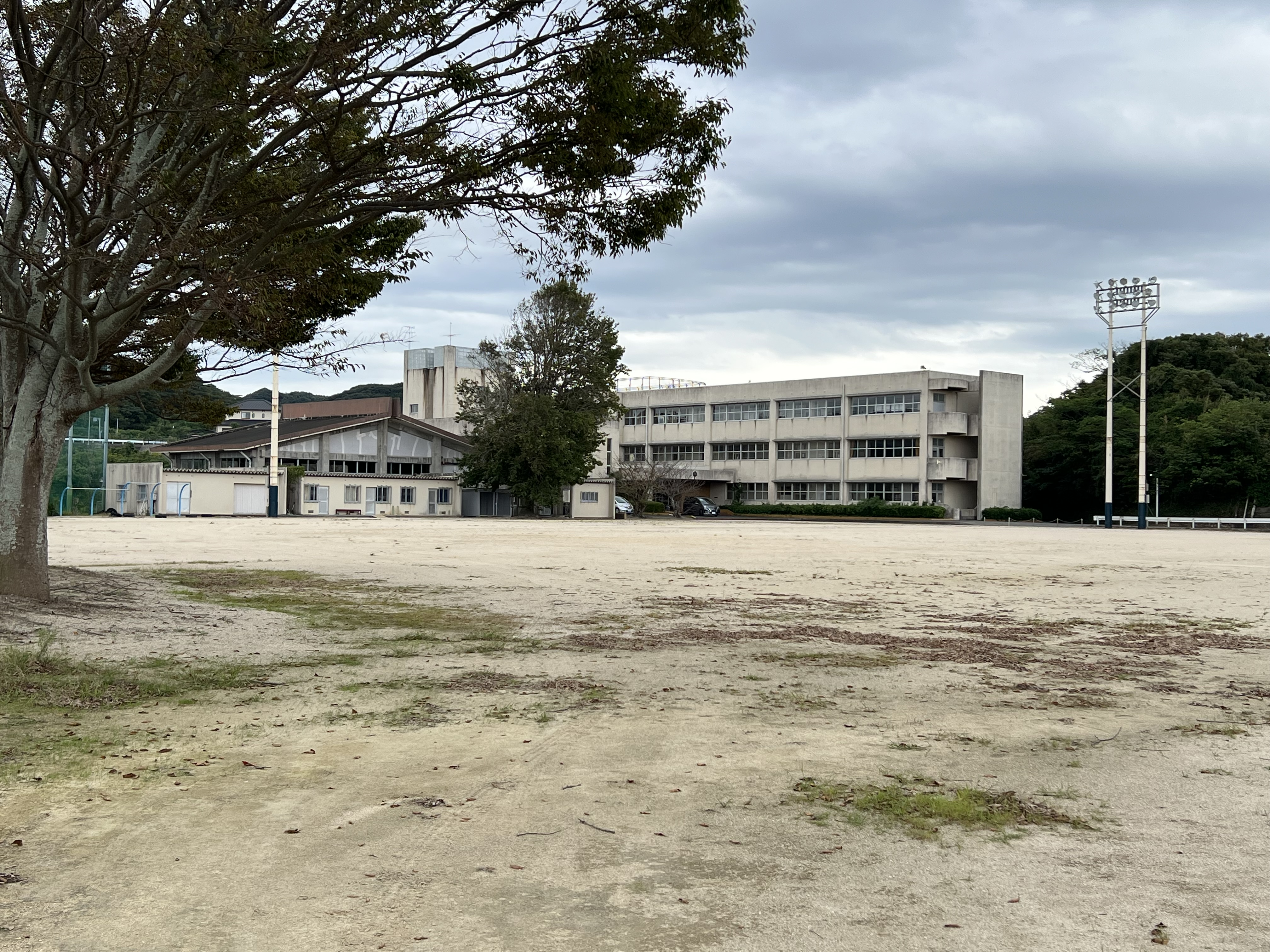
旧・値賀中学校跡

- 2015年（平成27年）3月31日 - 閉校。142年の歴史に幕を下ろす。
  - 有徳小学校との統合により、玄海町立玄海小学校が新設された。
  - 玄海小学校は、同時期に新設された玄海町立玄海中学校とともに、小中一貫教育を開始。校地・校舎は玄海町大字新田（旧・有浦中学校）に新校舎が完成し移転。

閉校後
- 2017年（平成29年）4月1日 - 玄海小学校と玄海中学校を統合の上、義務教育学校「玄海町立玄海みらい学園」が新設される。

跡地の活用
- 九州電力値賀寮となっている。

## 交通
最寄りのバス停
- 昭和バス 「値賀農協前」

最寄りの幹線道路
- 国道204号

## 周辺
- 値賀郵便局
- 佐賀銀行玄海支店
- JAからつ値賀支店
- 普恩寺
- 値賀神社
- 今村川

## 参考資料
- 「玄海町史 下巻」（2000年（平成12年）3月, 玄海町史編纂員会）p.190 - p.192, p.222 - p.225

## 関連事項
- 佐賀県小学校の廃校一覧